# Alojs Andritzki
Alojs Andritzki (Radibor, 2 luglio 1914 – Dachau, 3 febbraio 1943) è stato un presbitero tedesco, beatificato nel 2011 da papa Benedetto XVI.

## Biografia
Nato in Sassonia da una famiglia appartenente alla minoranza sorba, tra il 1934 e il 1937 studiò presso la facoltà di teologia a Paderborn e in seguito entrò nel seminario di Bautzen dove, il 30 luglio 1939, fu ordinato sacerdote dal vescovo di Meißen, Petrus Legge.
Fu cappellano della Cattedrale della Santissima Trinità di Dresda.
Denunciò la persecuzione dei sacerdoti e dei fedeli cattolici da parte del regime di Adolf Hitler e criticò gli scritti dell'ideologo nazista Alfred Rosenberg.
Fu arrestato dalla Gestapo nel 1941 e imprigionato nel carcere per prigionieri politici di Dresda, dal quale fu trasferito nel campo di concentramento di Dachau dove fu ucciso con un'iniezione letale.

## Il culto
È stato proclamato beato il 13 giugno 2011 nel corso di una cerimonia celebrata nella cattedrale di Dresda e presieduta dal cardinale Angelo Amato, prefetto della Congregazione per le Cause dei Santi, in rappresentanza di papa Benedetto XVI.